# Umphang
Umphang (tiếng Thái: อุ้มผาง) là huyện (amphoe) cực nam thuộc tỉnh Tak, Thái Lan tại biên giới Thái Lan và Myanmar. Đây cũng là tên thị trấn trung tâm của huyện.
Các huyện lân cận (từ phía bắc theo kim đồng hồ): Phop Phra; Khlong Lan và Pang Sila Thong thuộc tỉnh Kamphaeng Phet; Mae Wong và Mae Poen thuộc tỉnh Nakhon Sawan; Ban Rai thuộc tỉnh Uthai Thani; và Thong Pha Phum và Sangkhla Buri thuộc tỉnh Kanchanaburi. Rìa tây của huyện này có đường biên dài với Myanmar. Huyện này có các vườn quốc gia và các khu bảo tồn đời sống hoa dã bao bọc và là một huyện rộng nhất của Thái Lan. Ở đây có thác Thi Lo Su (น้ำตกทีลอซู), thác nước lớn nhất Thái Lan.

## Các đơn vị hành chính
Huyện này được chia thành các phó huyện (Tambon), và các đơn vị này lại được chia thành 38 thôn (làng, mường, ấp, buôn, bản) (Muban). Thị trấn (thesaban tambon) Umphang nằm trên tambon Umphang.
| STT | Tên        | Tên Thái | Số làng | người |  |
| 1.  | Umphang    | อุ้มผาง    | 6       | 4138  |  |
| 2.  | Nong Luang | หนองหลวง | 4       | 2013  |  |
| 3.  | Mokro      | โมโกร    | 7       | 5488  |  |
| 4.  | Mae Chan   | แม่จัน     | 12      | 10246 |  |
| 5.  | Mae Lamung | แม่ละมุ้ง   | 5       | 1650  |  |
| 6.  | Mae Khlong | แม่กลอง   | 4       | 2222  |  |